# Er Hai
Er Hai (chiń. 洱海; pinyin Ěr Hǎi) – słodkowodne jezioro w południowych Chinach, w prowincji Junnan, w pobliżu miasta Dali. Leży na wysokości 1974 m n.p.m., zajmuje powierzchnię 249 km², ma objętość ok. 2,5 km³, a jego głębokość maksymalna sięga 20,7 m. Jest to drugie pod względem powierzchni (po Dian Chi) jezioro Junnanu. 

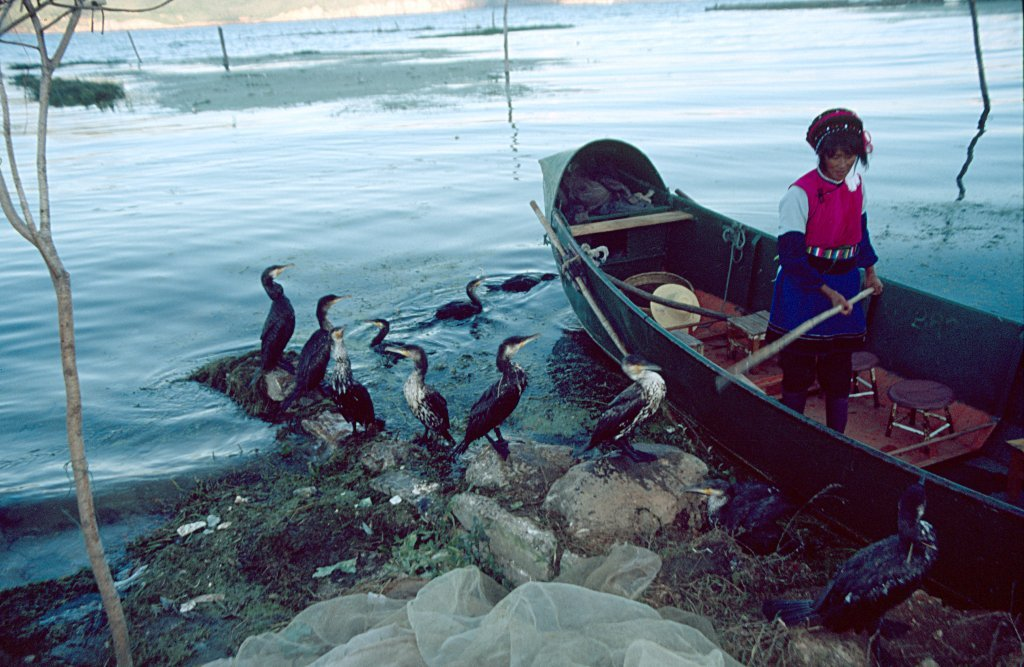
Łowienie ryb z kormoranami

Jezioro jest siedliskiem kilku endemicznych gatunków karpia. Rybołówstwo stanowi tradycyjne źródło utrzymania miejscowego ludu Bai, stosującego do tej pory technikę połowów z wykorzystaniem kormoranów.